# Belorusz Szovjet Szocialista Köztársaság
A Belorusz Szovjet Szocialista Köztársaság (rövidítve Belorusz SZSZK) vagy Szovjet-Belorusszia a Szovjetunió egyik tagköztársasága volt, az uniót 1922-ben megalapító négy köztársaság egyike az Ukrán Szovjet Szocialista Köztársaság, a Kaukázusontúli Szovjet Szövetségi Szocialista Köztársaság és az Oroszországi Szovjet Szövetségi Szocialista Köztársaság mellett. Belorusszia (Ukrajnával és magával a Szovjetunióval együtt) az ENSZ alapító tagja volt 1945-ben.
A Belorusz Szovjet Szocialista köztársaságot 1919. január 1-jén kiáltották ki a mainál sokkal kisebb területen. Fehéroroszország egyike volt a náci Németország által a második világháború idején megszállt szovjetköztársaságoknak. Önálló állammá 1991-ben vált a Szovjetunió széthullásával.
Hivatalos nevei:
- belaruszul Беларуская Савецкая Сацыялістычная Рэспубліка [БССР] Belaruszkaja Szaveckaja Szacijaliszticsnaja Reszpublika [BSZSZR]
- oroszul Белору́сская Сове́тская Социалисти́ческая Респу́блика [БССР] Belorusszkaja Szovjetszkaja Szocialisztyicseszkaja Reszpublika [BSZSZR]

## Története
Az első világháborúig az ország mai területe az Orosz Birodalom része volt. 1918. március 25-én kiáltották ki a Fehérorosz Népköztársaságot, mely azonban német megszállás alatt álló bábállam volt, és hamarosan meg is szűnt a német kivonulást követően. 1919. január 1-jén megalakították a Beloruszok Szovjet Szocialista Köztársaságát. Nem sokkal ezt követően feloszlatták, területét beolvasztották az Oroszországi Szovjet Szövetséges Szocialista Köztársaság területébe, majd később a Litván–Fehérorosz Szovjet Szocialista Köztársaság része lett. Ez is rövid életűnek bizonyult, ennek a lengyel–szovjet háború vetett véget, mikor is a lengyelek elfoglalták. A háború 1921-es befejeződését követően a fehérorosz területeket felosztották Lengyelország, Oroszország és az újjá alakított Fehéroroszok Szovjet Szocialista Köztársasága között. Utóbbi a Szovjetunió egyik alapító tagja lett.
Az ország területén belül 1932 és 1935 között létezett a Lengyel Autonóm Körzet, Dzierzynszczyzna.
1939-ben a Szovjetunió az 1939-es lengyelországi támadás idején annektálta a lengyel irányítás alatt álló Nyugat-Belorussziát, és beolvasztotta az akkori Fehéroroszországba. Ennek egy részét később átadták a Litván SzSzK-nak.
A II. világháború befejezését követően Belorusszia képviseltethette magát az ENSZ Általános Bizottságában, s ezzel az ENSZ egyik alapító tagja lett.
Az 1991-es szovjet puccskísérletet követően a Legfelsőbb Belarusz Szovjet Tanács 1991. augusztus 25-én kikiáltotta a terület függetlenségét. A köztársaság nevét szeptember 29-én Belarusz Köztársaságra változtatták. 1991. december 8-án Oroszországgal és Ukrajnával közösen aláírta a belavezhai szerződést, melynek következtében a Szovjetuniót felváltotta a Független Államok Közössége.

## Népessége
Az 1959-es szovjet népszámlálás eredményei szerint a következőképp alakult a köztársaság lakosságának összetétele:
Nemzetiségek (1959):
- fehéroroszok - 81%
- lengyelek - 16%
- ukránok - nagyjából 1%
- oroszok - <1%

Egyéb népcsoportok (1959):
- zsidók - nagyjából 1%

Legnagyobb városai:
- Minszk
- Breszt
- Homel
- Hrodna
- Mogilev
- Vicebszk
- Babrujszk